# روتیلد بوش
روتیلد بوش (انگلیسی: Ruthilde Boesch; ۹ ژانویهٔ ۱۹۱۸ – ۲۰ ژانویهٔ ۲۰۱۲) خواننده، و خواننده اپرا اهل اتریش بود.